# Резолюция Совета Безопасности ООН 1000
Резолюция Совета Безопасности Организации Объединённых Наций 1000 (код — S/RES/1000), принятая 23 июня 1995 года, сославшись на все резолюции по Кипру, в частности резолюции 186 (1964) и 969 (1994), Совет выразил обеспокоенность отсутствием прогресса в политическом споре на Кипре и продлил мандат Вооруженных сил ООН по поддержанию мира на Кипре (ВСООНК) до 31 декабря 1995 года.
Рассматривая доклад Генерального секретаря ООН Бутроса Бутроса-Гали, Совет Безопасности ООН призвал военные власти обеих сторон обеспечить отсутствие инцидентов в буферной зоне и сотрудничать с ВСООНК, особенно в том, что касается распространения соглашения о ненаселении 1989 года на все районы буферной зоны. Генеральному секретарю было предложено держать в поле зрения структуру и численность миротворческих сил с целью их реорганизации в случае необходимости.
Всем заинтересованным сторонам было настоятельно предложено взять на себя обязательства по сокращению численности иностранных войск на Кипре и уменьшить расходы на оборону в качестве первого шага к выводу некипрских сил, как это было предложено в «Комплексе идей». Резолюция также просила стороны, в соответствии с Резолюцией 839 (1993), начать обсуждение с целью запрета боевых патронов и стрельбы из оружия в пределах буферной зоны. Лидеров Кипра и Северного Кипра призвали содействовать терпимости и примирению между двумя общинами, приветствуя усилия Генерального секретаря по поддержанию контактов с обоими лидерами. Важное значение придавалось осуществлению мер по укреплению доверия, предусмотренных резолюцией 939 (1994).
Генеральному секретарю было предложено доложить Совету к 10 декабря 1995 года о развитии событий на острове.